# شمت کاچرو
شمت کاچرو (متولد ۱۹۷۰ در شامپاین، ایلینوی) نظریه‌پرداز ریسمان و استاد گروه فیزیک دانشگاه استنفورد است. او فرزند برج کاچرو و یمونا کاچرو است.